# 武蔵野市立第四小学校
武蔵野市立第四小学校（むさしのしりつ だいよんしょうがっこう）は、東京都武蔵野市吉祥寺北町にある公立小学校。

## 概要
1941年（昭和16年）に武蔵野町第四国民学校として開校した小学校である。

## 沿革
- 1941年 - 東京府北多摩郡武蔵野町第四国民学校が開校
- 1947年4月 - 学制改革により、武蔵野町立武蔵野第四小学校へ改称
- 1947年11月 - 市制施行に伴い武蔵野市立武蔵野第四小学校へ改称
- 1948年 - 学校給食開始
- 1951年 - 講堂竣工
- 1952年 - 元宿小学校を分離
- 1955年 - 北校舎6教室落成、二部授業解消
- 1961年6月 - 武蔵野市立第四小学校へ改称
- 1961年 - プール完成
- 1969年 - 体育館竣工
- 1972年 - 新校舎完成（鉄筋4階、一部地下）
- 1978年 - 校舎増築完成（鉄筋2階）
- 1994年 - 東京都小学校体育研究会研究発表会場となる
- 2000年 - 北校舎改修完了・コンピューター教室を設置
- 2001年3月 - ISO14001の認証を取得
- 2002年 - ビオトープ完成
- 2004年 - 太陽光発電装置設置・市教育研究校として発表（算数）
- 2005年 - 南校舎、体育館等耐震補強工事実施
- 2007年 - 「はなみずき学級」（特別支援通級学級）開設。校庭整備事業竣工
- 2009年 - 北校舎棟（東棟・西棟）耐震補強工事竣工

## 主な進学先
- 武蔵野市立第四中学校（本小学校の通学域の大よそ西半分が同中学の通学域）
- 武蔵野市立第三中学校（本小学校の通学域の大よそ東半分が同中学の通学域）

## 主な卒業生
- 藤原正彦（学者、『国家の品格』著者）
- 松田哲夫（筑摩書房取締役）

## 過去に教員として在職した人物
- 安野光雅（絵本作家）

## 交通アクセス
- JR中央本線・京王井の頭線 吉祥寺駅下車